# Старосельский замок
Старосельский замок — памятник архитектуры XVI-XVII веков, расположенный в Старом Селе Львовской области.
По своей площади замок является одним из крупнейших на Львовщине. Пятиугольный оборонный замок князей Острожских был построен в 1584—1589 при участии итальянского зодчего Амбросия Благосклонного. В 1642—1654 годах был обновлён в стиле восточноевропейского позднего ренессанса. Стены замка высотой 14—16 м были увенчаны аттиками и украшены аркатурой, а фронтоны башен были исполнены с барочной резьбой по камню. В наши дни сохранились лишь три башни.

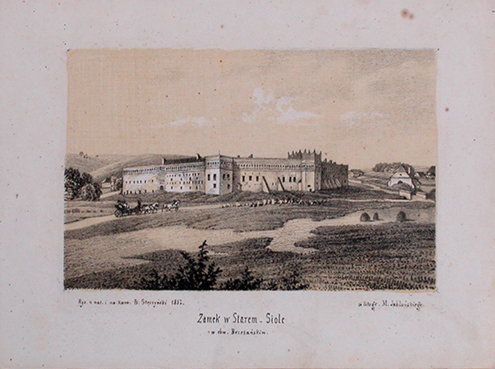
Старосельский замок в 1852 году

Первоначально Замок имел шесть башен. Его площадь в плане близка к треугольнику, короткая сторона которого 160 м, наиболее длинная (южная) 175 м. Длина стен по периметру около 500 м. В них устроены бойницы в три яруса - для нижнего, среднего и верхнего боя. Особенностью архитектуры Замка является глухая аркада (высота 5,8 м), опоясывающая все его башни и стены со стороны фасадов. Но наиболее богатый декор имеет средняя Восточная башня, у которой над аттиком устроен высокий фигурный парапет с белокаменными резными вазами, обелисками и волютами, вместе создающими живописную корону венчания.
В 2010 году Старосельский замок передали в концессию на 49 лет. Концессионер, генеральный директор ООО «Крис» Михаил Рыба пообещал вывести памятник из аварийного состояния, обновить одну из башен и к 2015 году ввести объект в эксплуатацию. Замок должен будет функционировать как туристическо-рекреационный центр.

## Галерея

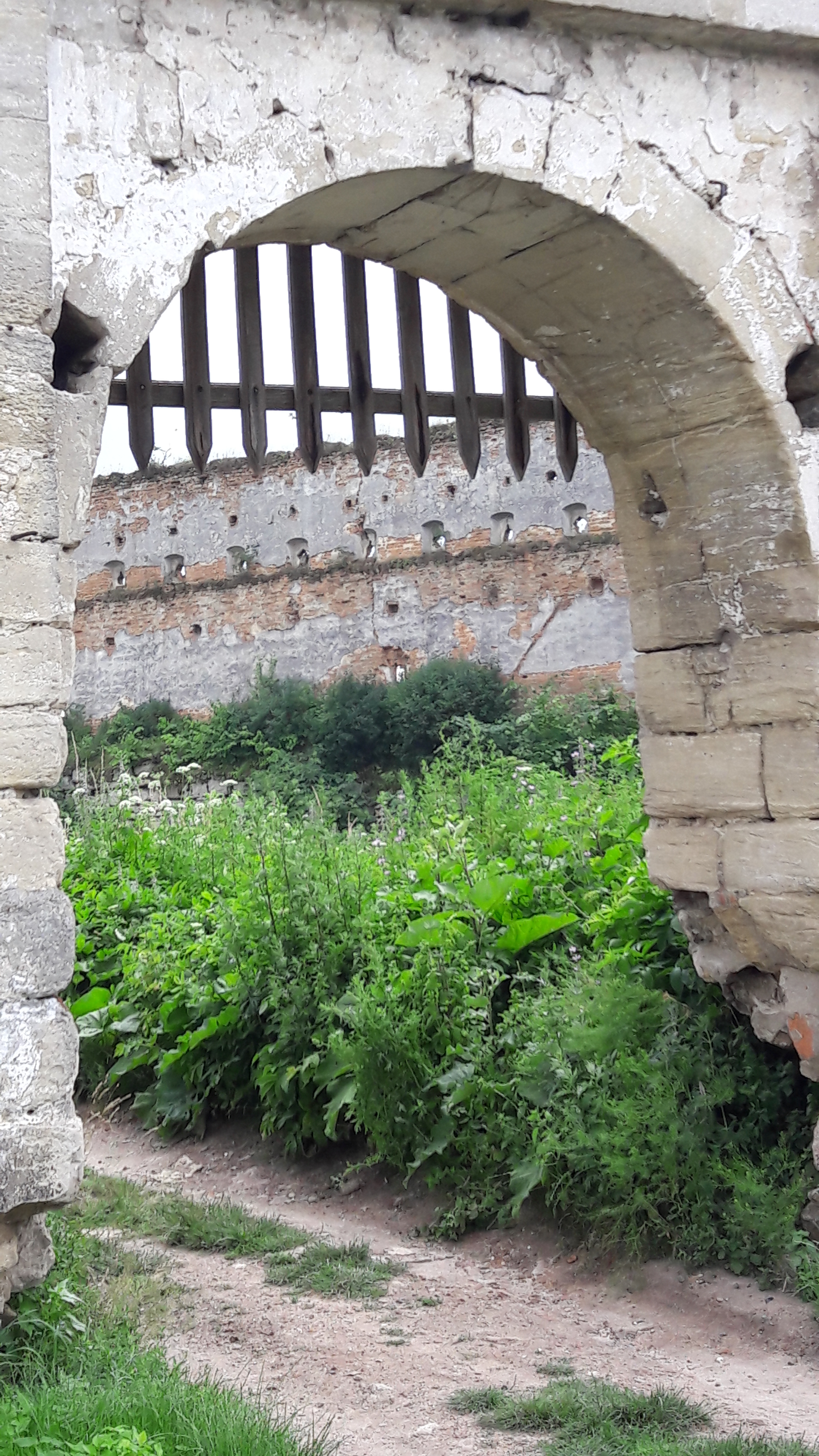
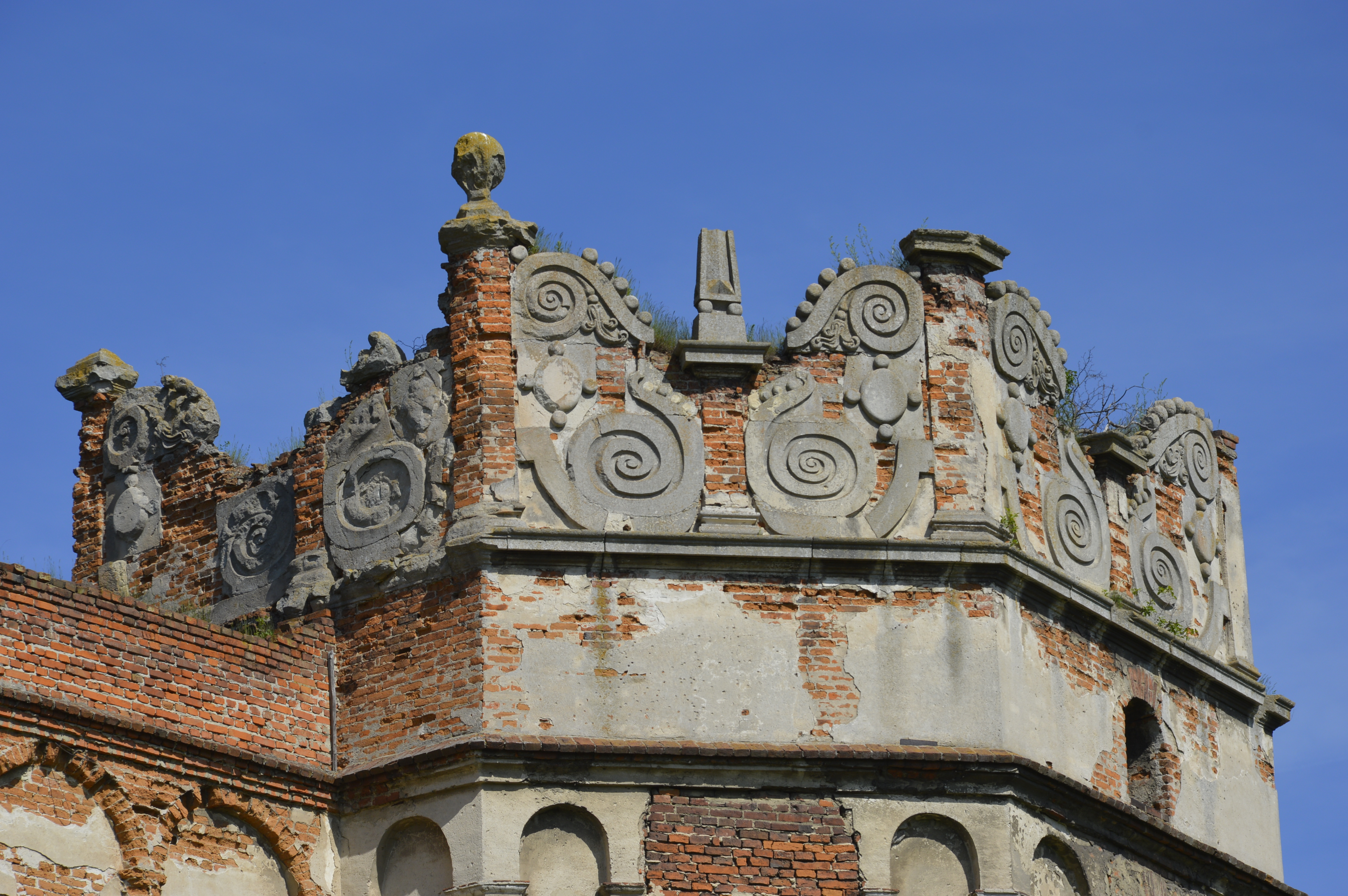
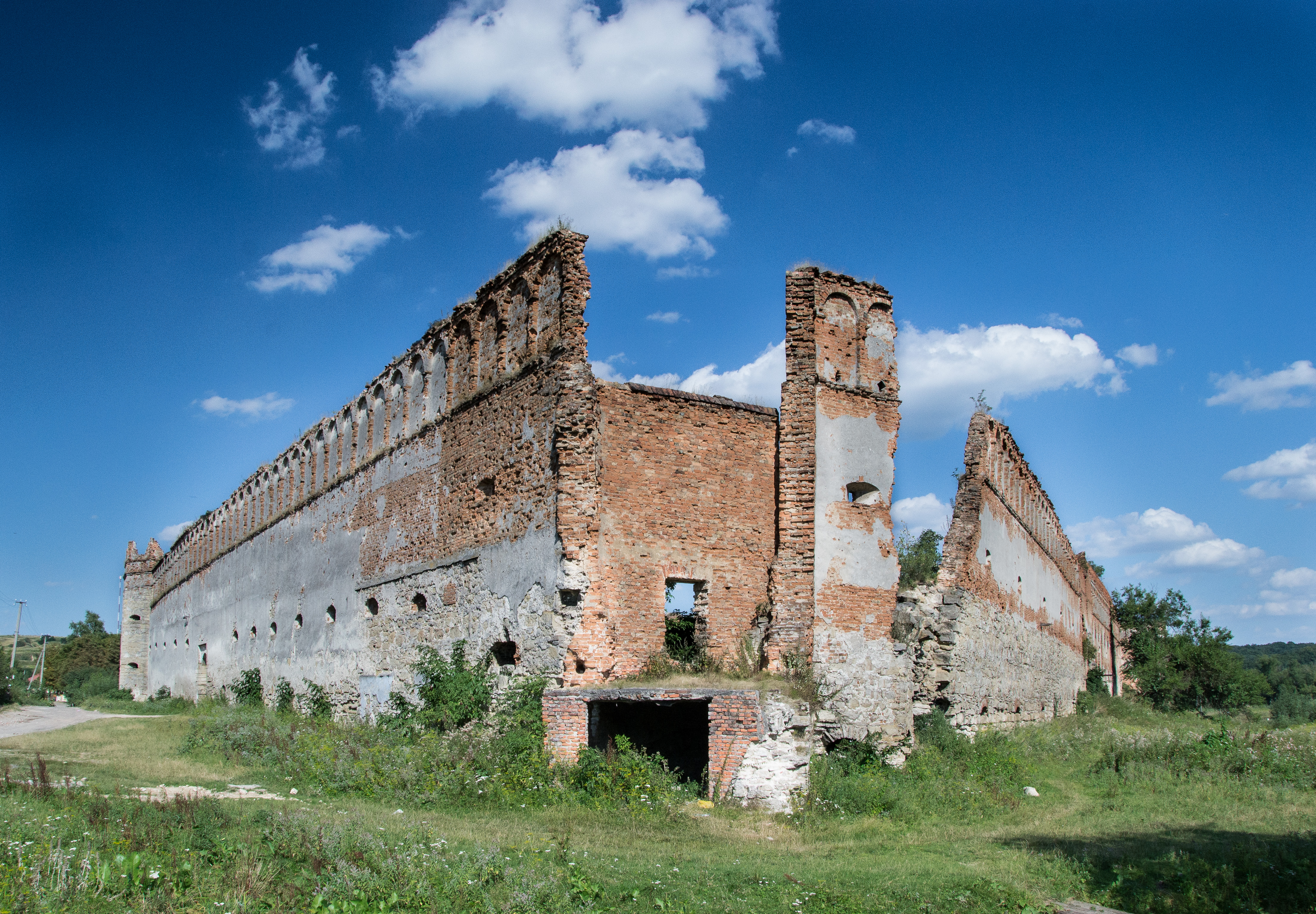
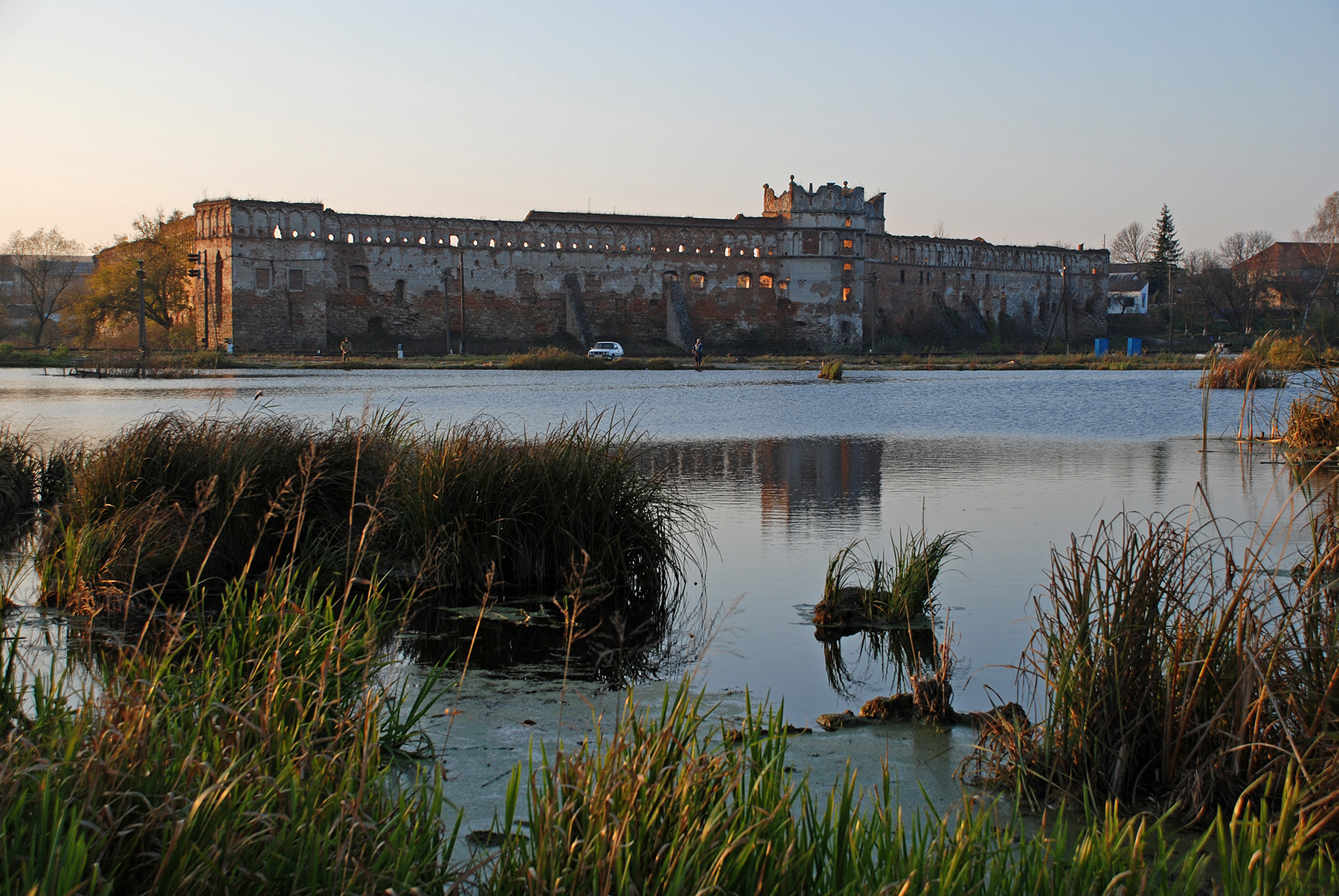
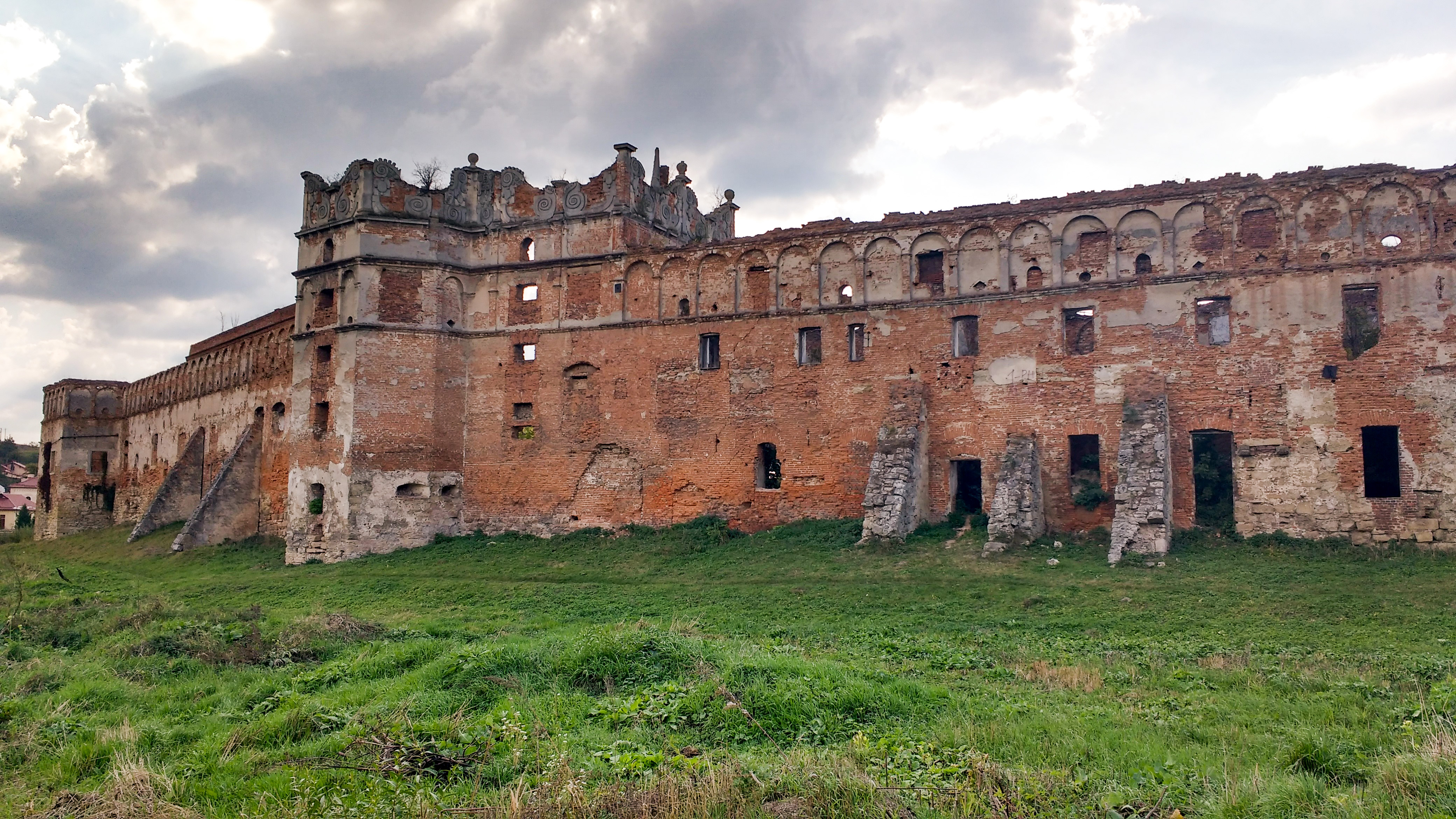